# الهجمة (الشعر)

تعديل مصدري - تعديل

الهجمة محلة تابعة لقرية المحاقرة، التابعة لعزلة القابل الاسفل بمديرية الشعر إحدى مديريات محافظة إب في الجمهورية اليمنية، بلغ تعداد سكانها 26 حسب تعداد اليمن لعام 2004.